# Iryna Kulesha
Iryna Mijailauna Kulesha –en bielorruso, Ірына Міхайлаўна Кулеша– (Brest, URSS, 26 de junio de 1986) es una deportista bielorrusa que compitió en halterofilia.
Participó en dos Juegos Olímpicos de Verano, en los años 2008 y 2012, obteniendo una medalla de bronce en Londres 2012, en la categoría de 75 kg. Medalla que perdió posteriormente por dopaje.

## Palmarés internacional
| Juegos Olímpicos | Juegos Olímpicos      | Juegos Olímpicos | Juegos Olímpicos |
| Año              | Lugar                 | Medalla          | Categoría        |
| ---------------- | --------------------- | ---------------- | ---------------- |
| 2012             | Londres (Reino Unido) | DSC              | 75 kg            |